# Баранов, Борис Александрович
Борис Александрович Баранов (укр. Борис Олександрович Баранов; 11 ноября 1940, Созиновы, Кировская область — 6 апреля 2005, Киев) — советский, украинский энергетик, работавший инженером-механиком на Чернобыльской АЭС. Участник ликвидации последствий аварии на Чернобыльской АЭС. Герой Украины (2019).

## Биография
Родился 11 ноября 1940 года в селе Созинов в Кировской области. Среднее образование получил в местной школе, в 1974 году закончил Украинский заочный политехнический институт по специальности инженер-теплоэнергетик. С 1966 по 1976 годы был дежурным инженером станции теплоэлектроцентрали завода, позже начальником смены электростанции ТЭЦ Криворожского металлургического завода.
С 1976 по 1986 год трудился на Чернобыльской АЭС на должности начальника смены. Участвовал в ликвидации последствий аварии на Чернобыльской АЭС. Вместе с Алексеем Ананенко и Валерием Беспаловым спускал воду из четвёртого энергоблока Чернобыльской АЭС.
Скончался 6 апреля 2005 года. Был похоронен на Лесном кладбище в Киеве.

## Награды и память
- Звание Герой Украины с вручением ордена «Золотая Звезда» (27 июня 2019, посмертно) — «за героизм и самоотверженные действия, проявленные при ликвидации аварии на Чернобыльской АЭС»[1][2];
- Орден «За мужество» III степени (25 апреля 2018, посмертно) — «за значительный личный вклад в преодоление последствий Чернобыльской катастрофы, обнаруженные самоотверженность и высокий профессионализм, многолетнюю плодотворную общественную деятельность и по случаю Международного дня памяти о Чернобыльской катастрофе»[3];
- Отличник энергетики Украины (2002);
- 4 июня 2019 года на сайте Киевского горсовета создана петиция о присвоении имени Баранова одной из улиц в Киева[4].